# IJslens

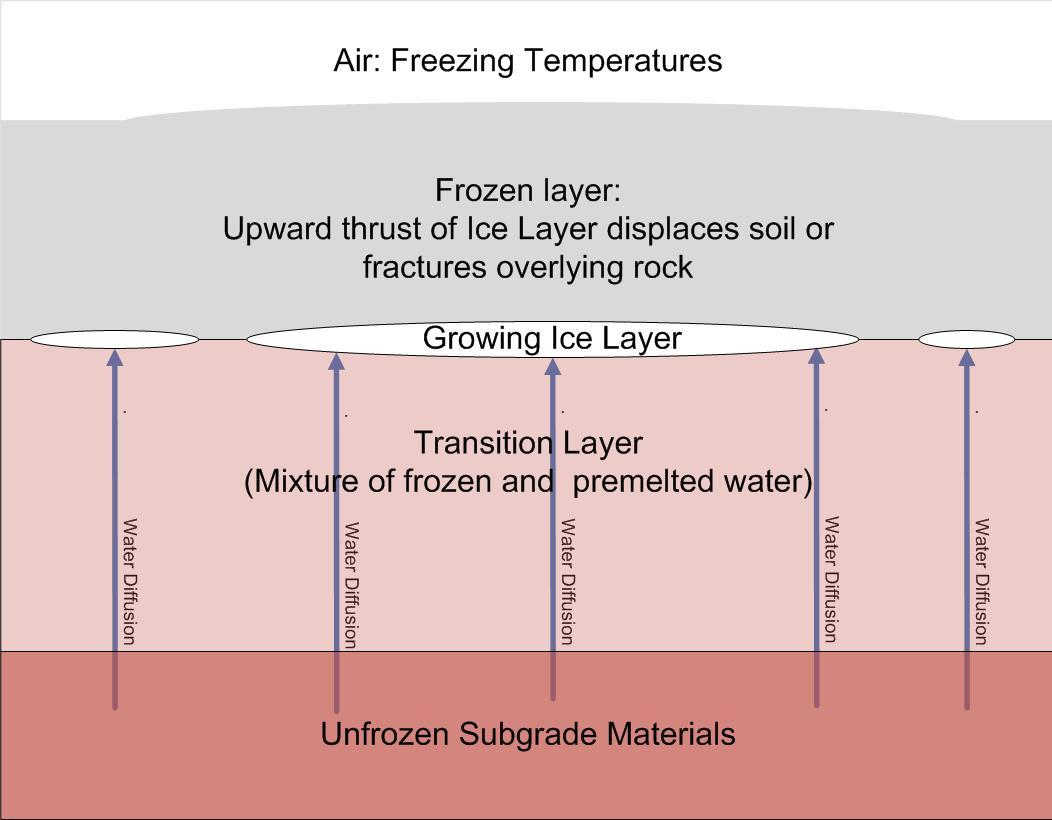
Vorming van een ijslens aan de onderzijde van een bevroren bodem

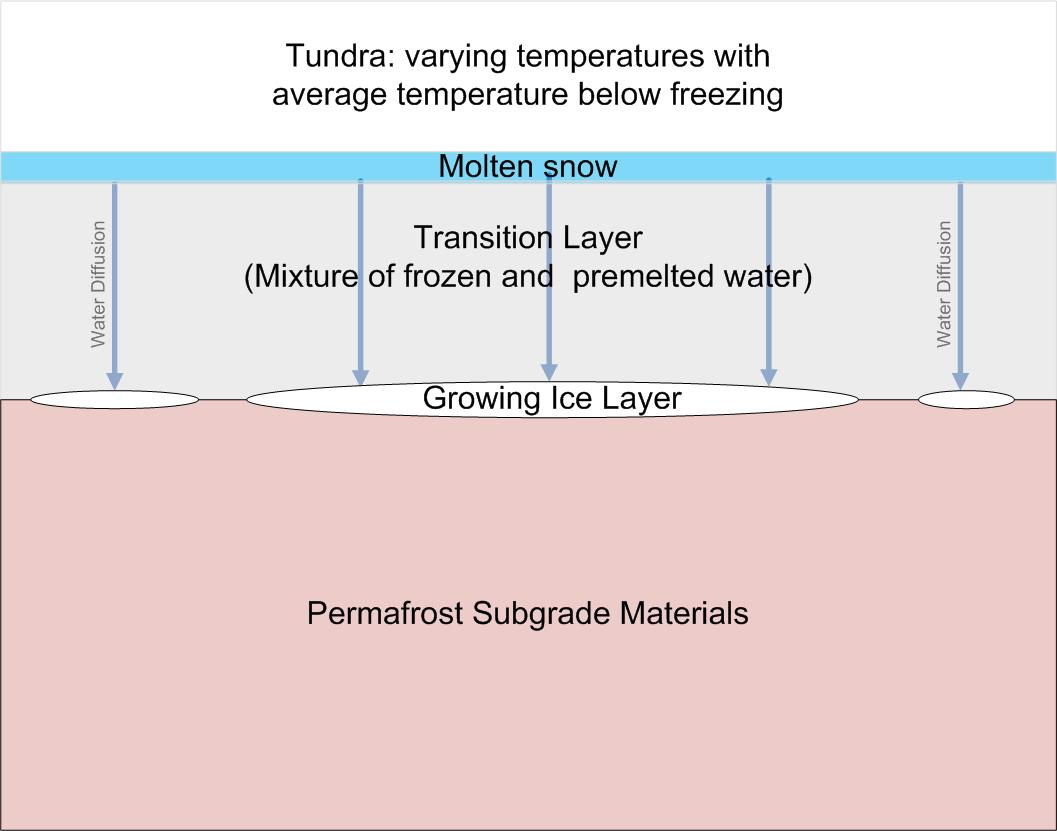
Vorming van een ijslens aan de bovenzijde van een bevroren bodem (permafrost) bij tijdelijk warmere temperaturen (geen bevroren oppervlak)

Een ijslens is een volume zuiver ijs in de bodem dat gevormd wordt door bevroren grondwater. IJslenzen komen voornamelijk voor in gebieden met permafrost. Door het uitzetten van het grondwater bij de bevriezing tot ijs wordt de bodem opgetild. Indien het over een relatief grote ijslens gaat met een merkbare verhoging van de bodem spreekt men van een palsa. Indien het ijs blijft accumuleren kan een kleine heuvel of pingo ontstaan.